# フェズ (帽子)

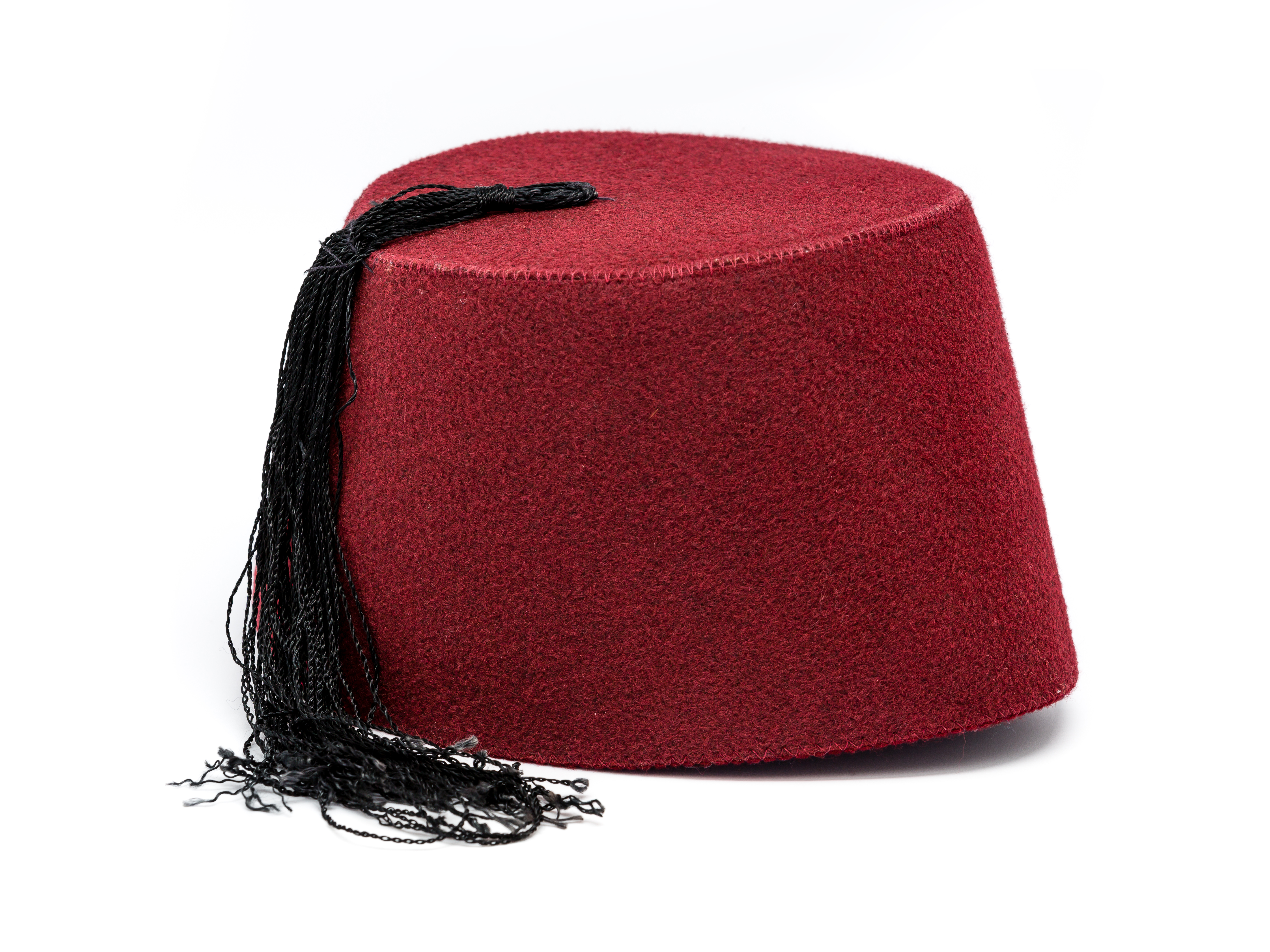
フェズ

フェズ（トルコ語: fes）は、頭頂部から房の垂れ下がった、つばのない円筒形の帽子。色は赤やえんじ色であることが多い。「フェズ」という名前はモロッコの都市フェズにちなむ。日本ではトルコ帽と呼ばれることが多く、またエジプトなどではタルブーシュ（アラビア語: طربوش）と呼ばれる。19世紀から20世紀初頭にかけてオスマン帝国とその周辺地域で流行した。1925年のトルコ革命以降、フェズはトルコ人男性の衣服の一部ではない。

## 歴史
もともとは現在のモロッコの辺りで用いられていた帽子だったが、オスマン帝国がマフムト2世の近代化改革によって文官・武官共に洋装を取り入れることになった際に、従来ムスリム（イスラム教徒）が頭に巻いていたターバンに代わるものとして導入された。このような経緯からオスマン帝国においてフェズは近代化のシンボル的存在として親しまれ、ムスリムだけではなくキリスト教徒やユダヤ教徒の間でもフェズを着用することが多くなった。19世紀末ごろのオスマン帝国では、フェズにフロックコートという洋風のスタイルは「ハイカラさん」の代名詞でもあった。
しかし、トルコ革命によってオスマン帝国が倒れ、さらなる近代化を国是とするトルコ共和国が成立すると、かつて近代化のシンボル的存在であったフェズは皮肉にも旧体制のシンボル視されるようになり、大統領となったムスタファ・ケマル・パシャによって1925年、フェズの着用は禁止された。この大統領による禁止令は逮捕などの措置も含む強制力の強いものであったため、今日のトルコでは土産物等を除いてフェズは絶滅状態にある。また政教分離の理由からトルコ共和国では公務員はフェズ帽の着用は法令で禁止されている。一方、トルコで禁止された後もシリアやエジプト、ボスニアといったトルコ以外の旧オスマン帝国地域ではフェズは着用されていたが、時代とともに服装が多様化するにつれて廃れ、やはり現在ではほとんど姿を見ることはなくなっている。
発祥の地であるモロッコでは今日でも伝統的な民族衣装として残っているものの、日常において一般的に着用されることは少ないようである。
チュニジア共和国ではフエルトを原料に使用したフェズが存在しシェシーア(شاشية)と呼ばれている。
似たような形状のものに、マレーシアやインドネシアのムスリムが被るソンコック（Peciとも呼ばれる）がある。

## 画像

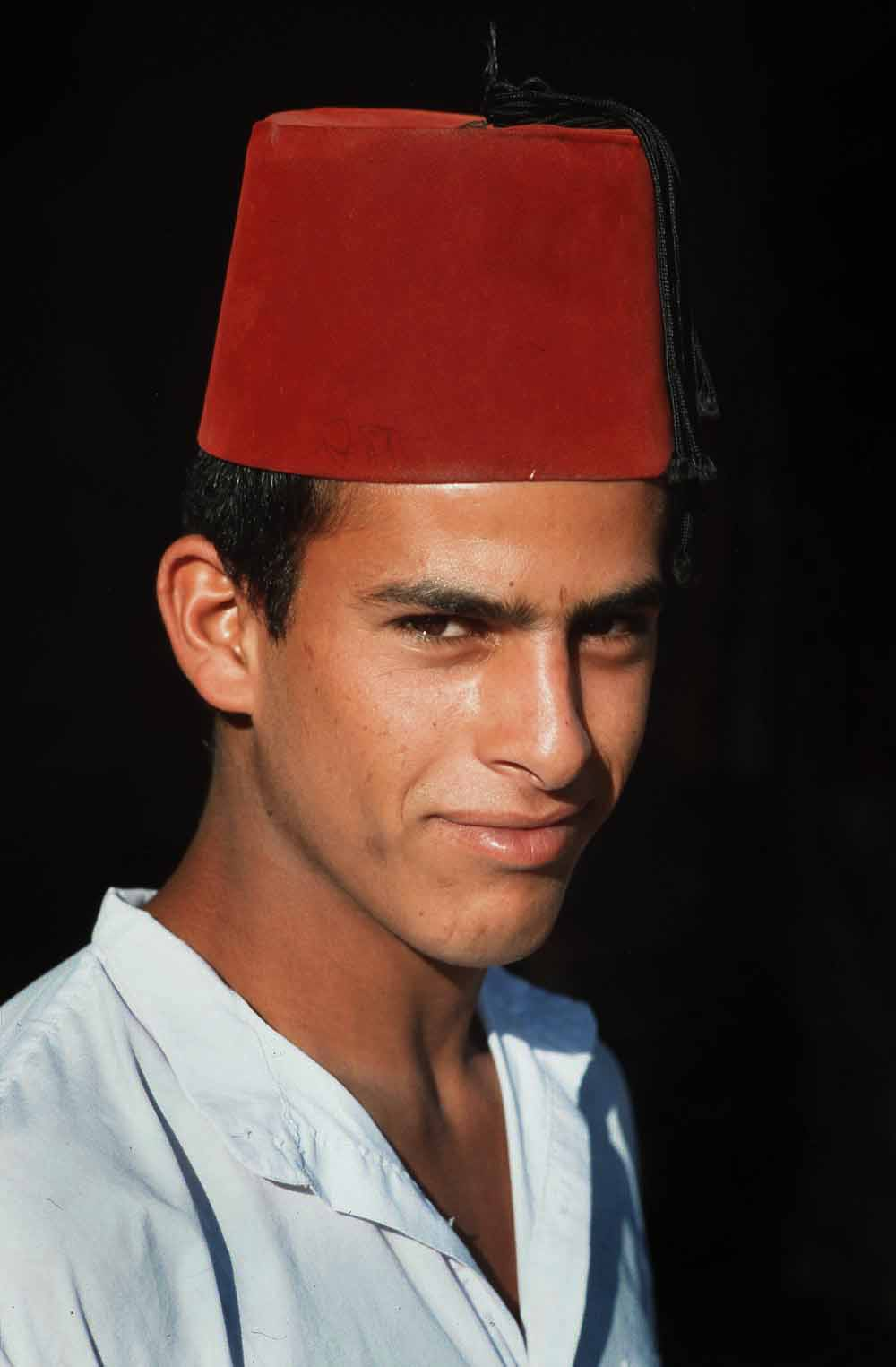
フェズをかぶったベドウィンの若者
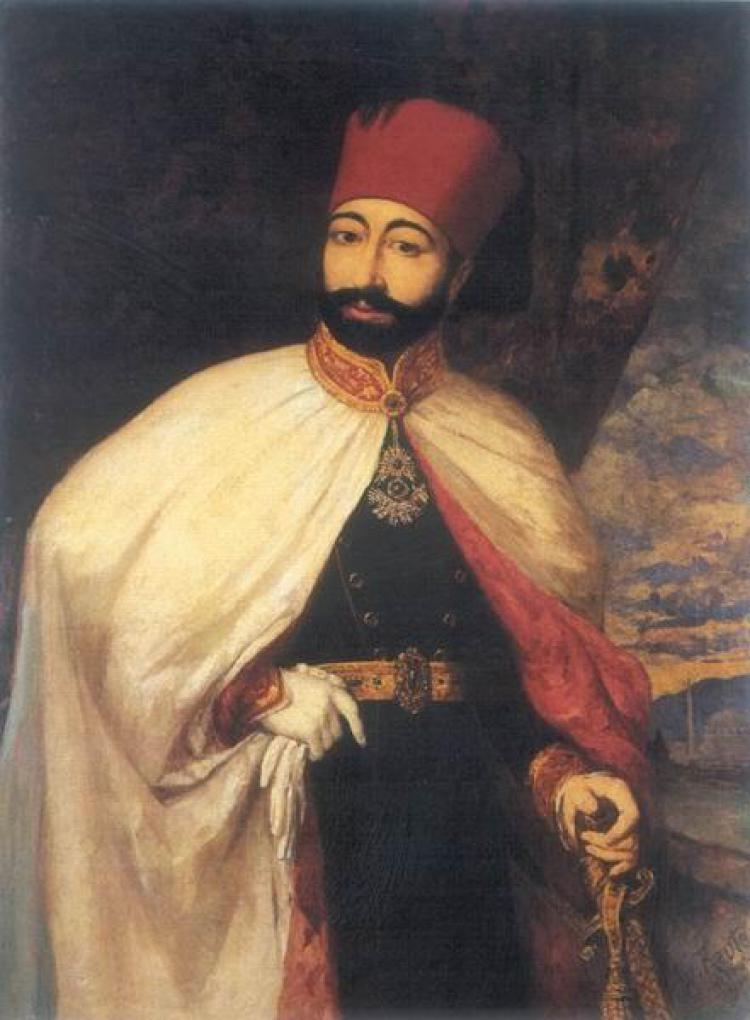
オスマン帝国の第30代皇帝マフムト2世
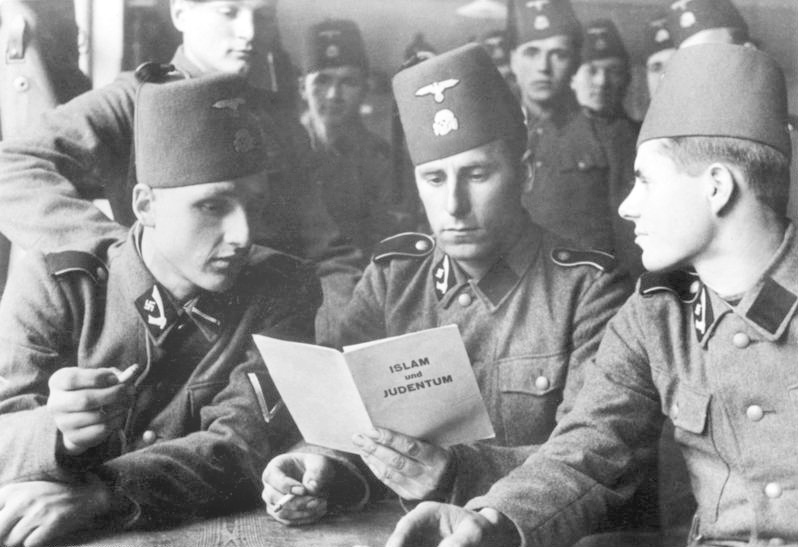
武装親衛隊の第13SS武装山岳師団の隊員
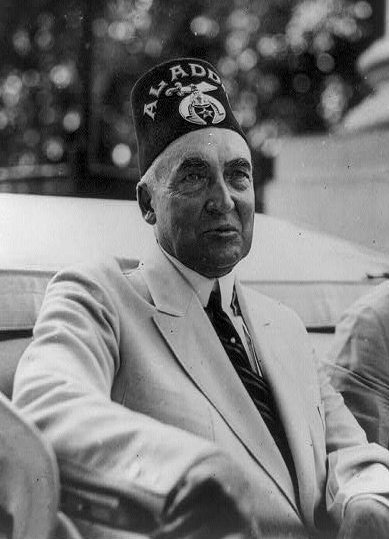
ウォレン・ハーディング
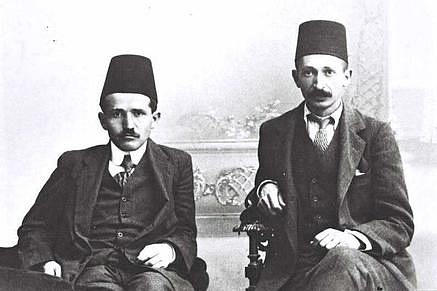
ダヴィド・ベン＝グリオン そして イツハク・ベンツビ
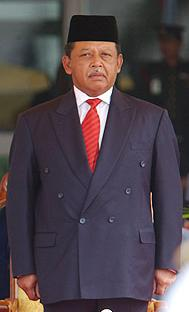
ソンコック（ペチ）を着用した第12代マレーシア国王・サイドシラジュディン・サイドプトラ・ジャマルライル
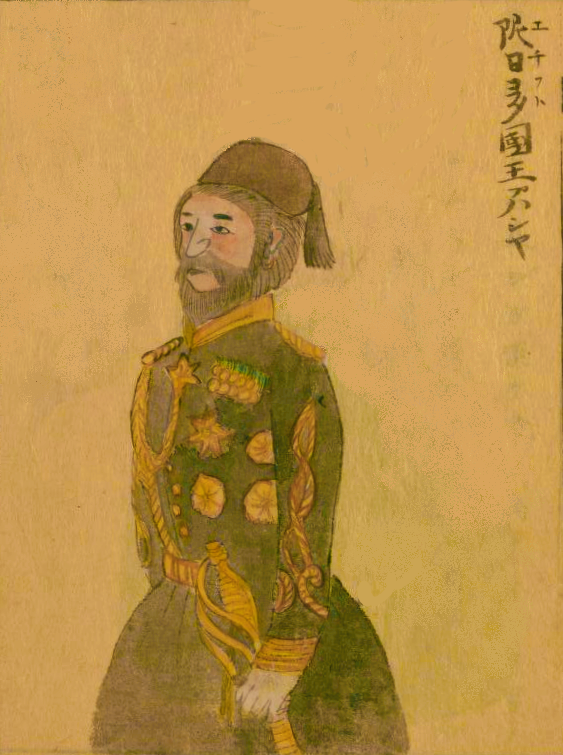
フェズを被ったオスマン帝国エジプト総督サイード・パシャ。文久遣欧使節の漢方医高嶋祐啓画
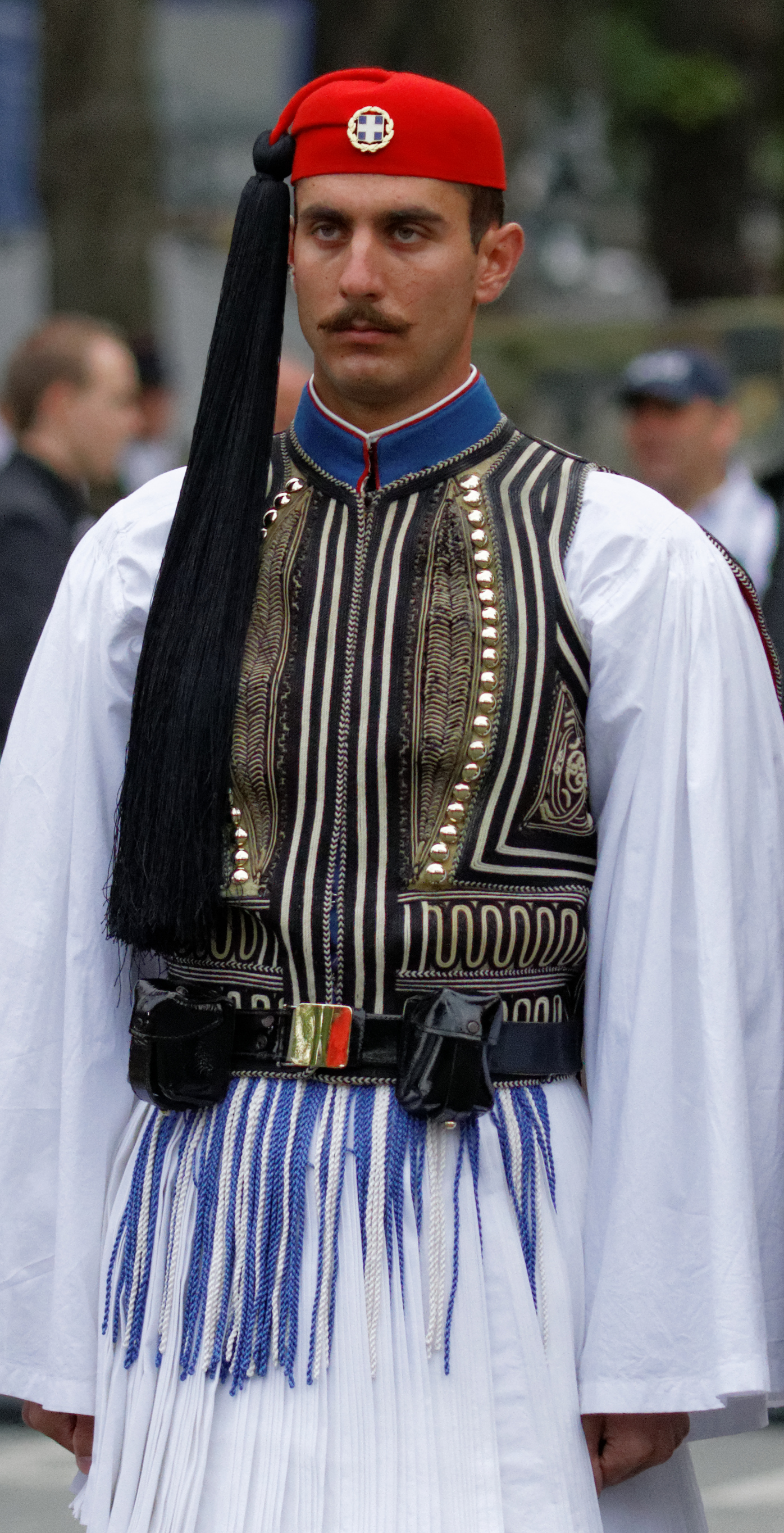
ギリシャのフェスィ